# DeQuan Jones
DeQuan Jones (Stone Mountain, 20 giugno 1990) è un cestista statunitense.

## Carriera
Dal 2008 al 2012 ha giocato nella NCAA a Miami; non è stato scelto al Draft NBA 2012, ma nella stagione 2012-13 ha comunque giocato nella NBA con gli Orlando Magic, per un totale di 63 presenze (17 delle quali in quintetto base) con medie di 3,7 punti ed 1,7 rimbalzi in 12,7 minuti a partita. L'anno successivo ha giocato nella NBDL con i Reno Bighorns, disputando 49 partite (38 in quintetto base) con 29,9 minuti di media a partita, con 13,7 punti, 4,8 rimbalzi, 1,7 assist, 1,3 palle recuperate e 0,7 stoppate di media a partita.
Nella stagione 2014-15 approda alla Pallacanestro Cantù. Il 26 gennaio nel derby contro Varese sfodera la sua miglior partita stagionale con 26 punti frutto di 11/11 dal campo con 7 rimbalzi e 5 assist per un 36 di valutazione. Nella stagione successiva, dopo aver preso parte al training camp degli Atlanta Hawks, firma in Giappone per i Chiba Jets.
Il 31 luglio 2018 firma con l'Hapoel Holon.
Il 12 agosto 2019 torna a giocare nel campionato italiano firmando con Trieste

## Statistiche

### College
| Anno      | Squadra          | PG  | PT | MP   | TC%  | 3P%  | TL%  | RP  | AP  | PRP | SP  | PP  |
| --------- | ---------------- | --- | -- | ---- | ---- | ---- | ---- | --- | --- | --- | --- | --- |
| 2008-2009 | Miami Hurricanes | 32  | 3  | 11,0 | 33,7 | 7,7  | 63,3 | 1,7 | 0,5 | 0,3 | 0,4 | 2,7 |
| 2009-2010 | Miami Hurricanes | 28  | 20 | 16,6 | 53,3 | 23,1 | 66,7 | 2,1 | 0,5 | 0,5 | 0,6 | 5,7 |
| 2010-2011 | Miami Hurricanes | 28  | 10 | 13,9 | 41,9 | 8,3  | 61,1 | 2,5 | 0,5 | 0,5 | 0,4 | 4,5 |
| 2011-2012 | Miami Hurricanes | 23  | 2  | 17,3 | 45,1 | 25,0 | 62,0 | 3,6 | 0,4 | 0,6 | 0,5 | 5,9 |
| Carriera  | Carriera         | 111 | 35 | 14,5 | 44,0 | 16,9 | 63,2 | 2,4 | 0,5 | 0,5 | 0,5 | 4,6 |

### NBA

#### Regular Season
| Anno      | Squadra       | PG | PT | MP   | TC%  | 3P%  | TL%  | RP  | AP  | PRP | SP  | PP  |
| --------- | ------------- | -- | -- | ---- | ---- | ---- | ---- | --- | --- | --- | --- | --- |
| 2012-2013 | Orlando Magic | 63 | 17 | 12,7 | 43,6 | 25,7 | 66,7 | 1,7 | 0,3 | 0,3 | 0,3 | 3,7 |
| Carriera  | Carriera      | 63 | 17 | 12,7 | 43,6 | 25,7 | 66,7 | 1,7 | 0,3 | 0,3 | 0,3 | 3,7 |

### G League
| Anno      | Squadra       | PG | PT | MP   | TC%  | 3P%  | TL%  | RP  | AP  | PRP | SP  | PP   |
| --------- | ------------- | -- | -- | ---- | ---- | ---- | ---- | --- | --- | --- | --- | ---- |
| 2013-2014 | Reno Bighorns | 49 | 38 | 29,9 | 51,1 | 40,6 | 70,6 | 4,8 | 1,7 | 1,3 | 0,7 | 13,7 |
| 2017-2018 | F.W. Mad Ants | 49 | 48 | 30,6 | 50,8 | 43,5 | 83,3 | 4,8 | 1,6 | 1,3 | 0,6 | 18,4 |
| Carriera  | Carriera      | 98 | 86 | 30,2 | 50,9 | 42,4 | 77,2 | 4,8 | 1,6 | 1,3 | 0,6 | 16,0 |

### Eurocup
| Anno      | Squadra     | PG | PT | MP   | TC%  | 3P%  | TL%  | RP  | AP  | PRP | SP  | PP  |
| --------- | ----------- | -- | -- | ---- | ---- | ---- | ---- | --- | --- | --- | --- | --- |
| 2014-2015 | Pall. Cantù | 17 | 16 | 22,4 | 49,6 | 28,6 | 66,7 | 4,3 | 1,0 | 1,1 | 0,2 | 8,2 |
| Carriera  | Carriera    | 17 | 16 | 22,4 | 49,6 | 28,6 | 66,7 | 4,3 | 1,0 | 1,1 | 0,2 | 8,2 |

## Palmarès

### Individuali
- NBA Development League Most Improved Player Award: 1

2018